# Ínaco

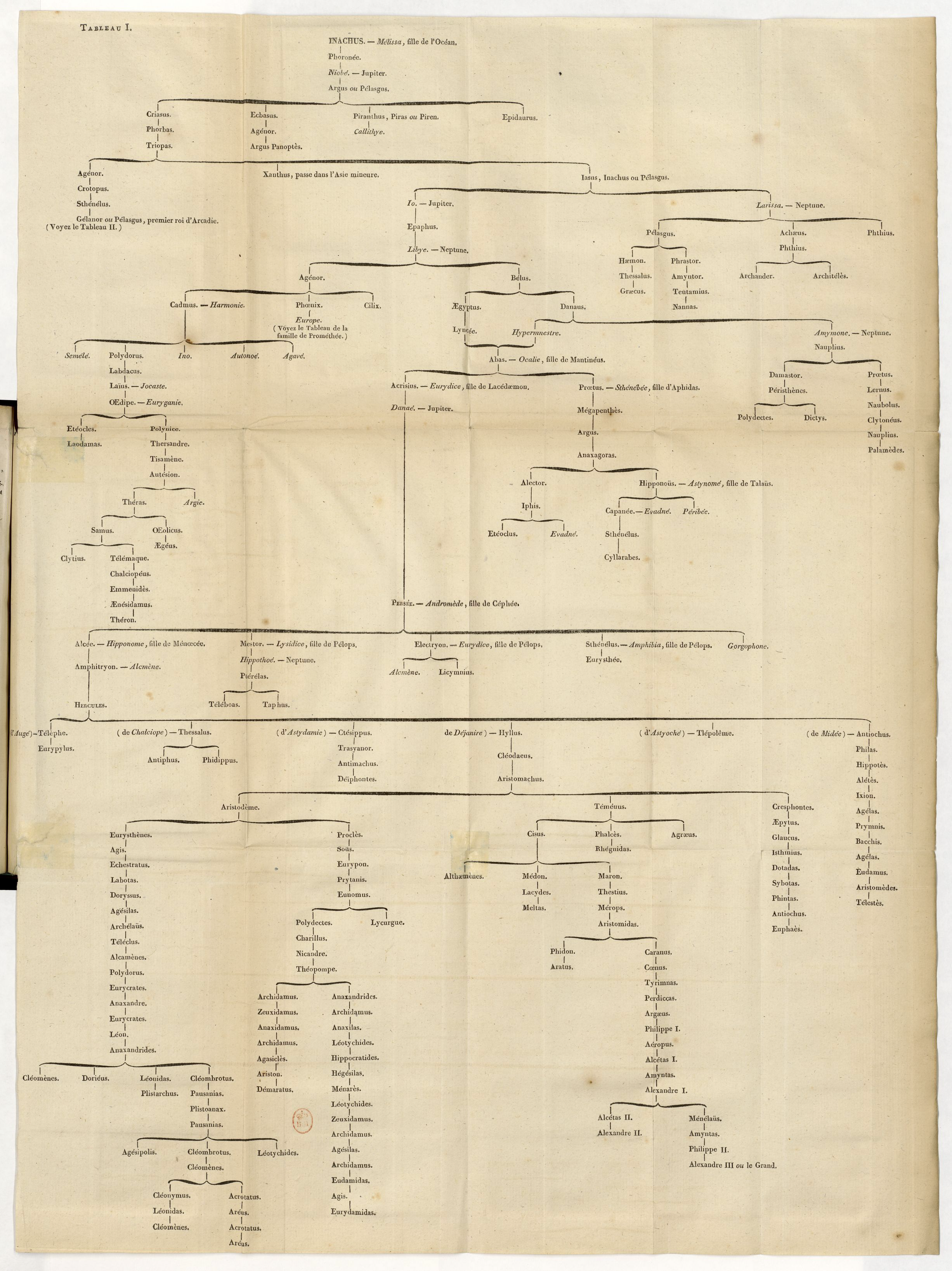
Descendencia de Ínaco

En la mitología griega, Ínaco (en griego antiguo: Ἴνᾶχος, latín: Inăchus) fue el primer rey de Argos,  por el cual un río del lugar fue llamado con su nombre, el río Ínaco.  Aunque en el catálogo de ríos en su conjunto no suele ser citado como uno entre ellos,  se conviene que Ínaco es uno de los Oceánidas o dioses fluviales.
Por su esposa, Melia o Argía, a la sazón una de las oceánides, fue padre de Foroneo y Egialeo,  y también de una hija, Micene.  Otras fuentes nos dicen que Foroneo, sin especificar la consorte, fue padre además de Argos Panoptes  y de varias náyades, llamadas por el patronímico de Ináquides sin más, o citándolas individualmente, como Amimone, Meseide e Hiperia.  Pero sin duda la hija más célebre de Ínaco no fue otra que Ío.
Junto a los ríos Cefiso y Asterión, fue proclamado juez en la disputa entre Hera y Poseidón por la posesión de la Argólide. Como la adjudicaron a Hera, los tres ríos fueron privados de agua por Poseidón.  Después su hija Ío, que era sacerdotisa de Hera, fue seducida o raptada por Zeus para convertirla en su amante.  En otro relato se contaba que Ínaco se indignó por ello y persiguió a Zeus pero este intervino por medio de la erinia Tisífone y le provocó la locura. Se arrojó al río que hasta entonces se había llamado Haliacmón y que pasó desde entonces a llamarse Ínaco en su honor.
Versiones tardías nos ofrecen variantes inusuales. Una tradición aberrante lo hace padre de Temisto, madre de Árcade por Zeus  y de la misma manera Calímaco dice que Ínaco fue el padre de Isis, refiriéndose a su versión griega, Ío.  Aunque Juan Malalas dice que Ínaco era un hijo (o de la tribu) de Jápeto (Jafet); este Ínaco tomó por esposa a una mujer llamada Melia, de la que tuvo tres hijos, Caso, Belo y una hija a la que llamó Ío por el nombre de la Luna